# Arlette Albert-Birot
Pour les articles homonymes, voir Albert-Birot, Albert et Birot.
Arlette Albert-Birot, née Lafont le 6 février 1930 à Saint-Félix-de-Pallières (Gard) et morte le 2 juillet 2010 à Paris, est une critique littéraire française.
Elle est engagée dans la diffusion et la promotion de la poésie moderne et contemporaine. 

## Biographie
Agrégée de lettres modernes[réf. souhaitée], elle exerce pendant quelques années dans le secondaire avant d’enseigner la poésie moderne et contemporaine à l’École normale supérieure jusqu’à sa retraite. 
Elle s’intéresse d’abord à l’œuvre de Roch Grey (Hélène d’Œttingen) à qui elle consacre un de ses premiers travaux. 
Fin 1954, elle rencontre le poète Pierre Albert-Birot qu’elle épouse le 11 octobre 1962 et dont elle ne cessera de promouvoir l’œuvre. 
Très proche de poètes comme Jean Follain et de peintres comme Léopold Survage, elle consacre ensuite toute sa vie à faire lire et découvrir la poésie contemporaine. Elle s’attache, à travers l’organisation de colloques et la publication d’ouvrages collectifs, à faire mieux connaître certains poètes majeurs du XXe siècle (Apollinaire, Philippe Soupault, Max Jacob, Jean Follain, Georges-Emmanuel Clancier, Jean Tardieu). Son action en faveur de la poésie contemporaine sous toutes ses formes, y compris les plus expérimentales, se manifeste dans son soutien à la jeune création et aux petites revues, auxquelles elle collabore infatigablement. Elle contribue ainsi à faire découvrir au grand public l’œuvre de poètes comme Serge Pey (à qui elle consacre une monographie) ou Loïc Herry. Son implication dans plusieurs festivals rend sa silhouette familière au public venu dialoguer avec les poètes, dans des lieux ouverts à tous. Elle est notamment conseillère littéraire et artistique des Rencontres d’été théâtre et lecture créées en 2002 (Calvados).
Présidente de l’association Circé depuis sa fondation en 1981, puis du Marché de la poésie créé en 1983 avec l’éditeur Jean-Michel Place, membre (1995-1998) puis présidente (2006-2008) de la commission Poésie du Centre national du livre, active au sein du Centre Régional des Lettres de Basse-Normandie, elle est également jusqu’à la fin de sa vie membre de plusieurs sociétés savantes : elle est, entre autres, présidente de l’Association des amis de Max Jacob de 1989 à 1994, membre du conseil d’administration de la Société des amis de Victor Hugo depuis 2000, de l’Association Jean Tardieu depuis sa création en 2000. Elle participe aussi à de nombreux jurys, dans lesquels elle milite sans relâche au service de la poésie vivante. Son activité lui vaut de nombreuses récompenses et distinctions (Chevalier dans l'ordre national du Mérite, Officier de l’ordre des Arts et Lettres, Officier de l'ordre des Palmes académiques).
Elle est inhumée au cimetière du Montparnasse (11e division), aux côtés de Pierre Albert-Birot.

## Œuvres
- Max Jacob et la création [colloque d'Orléans, 1994], textes réunis par Arlette Albert-Birot, Paris : Jean-Michel Place, 1997, 250 p., coll. « Surfaces »,  (ISBN 2-85893-301-4)
- Le monde de Jean Follain : Lion solitaire et autres poèmes manuscrits [colloque de Cerisy, 19-23 mai 1993], textes réunis et présentés par Arlette Albert-Birot, Paris : Jean-Michel Place, 1999, 217 p., coll « Surfaces »,  (ISBN 2-85893-462-2)
- Les extravagants du théâtre, de la Belle époque à la Drôle de guerre, Geneviève Latour avec la complicité d'Arlette Albert-Birot, avant-propos de Jean Tiberi, Paris : Bibliothèque historique de la Ville de Paris, 2000, 349 p.,  (ISBN 2-84331-052-0)
- Philippe Soupault, l'ombre frissonnante [colloque de l'Institut catholique de Paris, 13 et 14 novembre 1997], textes réunis et présentés par Arlette Albert-Birot, Nathalie Nabert, Georges Sebbag, Paris : Jean-Michel Place, 2000, 221 p., coll. « Surfaces »,  (ISBN 2-85893-559-9)
- Georges Emmanuel Clancier, passager du siècle [colloque de Cerisy, 24-31 août 2001], dirigé par Arlette Albert-Birot et Michel Décaudin, Limoges : Presses Universitaires de Limoges, 2003, 421 p.,  (ISBN 2-84287-309-2)
- Jacques Maret, l'insolite, Jacques Maret, Max Jacob, Arlette Albert-Birot, Micheline Durand, Auxerre : Musée d'art et d'histoire d'Auxerre, 2004, non paginé,  (ISBN 2-909418-22-7)
- Serge Pey, la bouche est une oreille qui voit, Paris : Jean-Michel Place, 2006, 122 p., ISSN 1768-8167,  (ISBN 2-85893-842-3).

## Sur Arlette Albert-Birot
- Arlette Albert-Birot & Traverses, sous la direction de Montserrat Prudon, éd. Traverses, 2011, 150 p.  (ISBN 9782952288927)
- Poésie vivante - Hommage à Arlette Albert-Birot, textes recueillis et présentés par Carole Aurouet et Marianne Simon-Oikawa, Paris : Honoré Champion, coll. « Poétiques et esthétiques XXe siècle-XXIe siècle », 2012, 388 p.  (ISBN 978-2-7453-2362-0)
- Arlette Albert-Birot lit les poètes, blog de Carole Aurouet et Marianne Simon-Oikawa : http://arlettealbertbirot.wordpress.com/